# Gilburt Motor Car
Die Gilburt Motor Car Co. Ltd. war ein britischer Automobilhersteller in West Kilburn (London). 1904–1906 wurde dort ein Kleinwagen gebaut.
Der Gilburt hatte Kettenantrieb und wurde von einem Fafnir-Motor aus Deutschland angetrieben, der quer eingebaut war. Der Wagen war ein zweisitziger Tourenwagen.
Nur wenige Fahrzeuge wurden tatsächlich an die Kunden ausgeliefert.

## Quelle
- David Culshaw & Peter Horrobin: The Complete Catalogue of British Cars 1895–1975. Veloce Publishing plc. Dorchester (1999).  ISBN 1-874105-93-6